# Міхаель Зогарі
Міхаель Зогарі — (івр. מיכאל זהרי; 9 квітня 1898, Бобрка, Австро-Угорщина — 16 квітня 1983, Ізраїль) — ізраїльський вчений, ботанік.

## Біографія
Міхаель Шайн (згодом Зогарі) народився в єврейській родині в Бібрці, поблизу Львова (тоді Австро-Угорська імперія). Іммігрував до Палестини у 1920 році. Після роботи на будівництві доріг навчався в учительській семінарії в Єрусалимі. Опублікував монументальні «Геоботанічні основи Близького Сходу». Міхаель був відповідальним за впровадження важливого принципу антителеохорії, який показав, що проростання насіння пустельної рослини забезпечується розповсюдженням поблизу батьківської рослини. Його син, Даніель Зогарі (1926—2006) також був ботаніком, який спеціалізувався на доісторичному одомашнюванні рослин.
У 1931 році Александер Ейг заснував Національний ботанічний сад Ізраїлю на горі Скопус разом із Міхаелем Зогарі та Наомі Файнбрун-Дотан. Крім інтересу до географії рослин і рослинності Ізраїлю та Йорданії, з 1950 до 1965 рік Зохарі приділяв особливу увагу Туреччині та Ірану. Він опублікував «Життя рослин Ізраїлю» у 1962 році та велику статтю про рослинність Ірану в Ізраїльському журналі ботаніки у 1964 році. Результатом його роботи над Flora Palaestina стала публікація перших двох томів книги (Pteridophyta,1966 та Dialypetalae ,1972), тим часом його основна двотомна праця «Геоботанічні основи Близького Сходу» з'явилися у 1973 році. Однак найвідомішою працею Зогарі є «Нова аналітична флора Ізраїлю» (1976, іврит).
Офіційно пішов на пенсію у 1967 році, але, почесний професор продовжував свої дослідження, його останньою книгою стала «Рослини Біблії» (1982). Помер 15 квітня 1983 року в Єрусалимі.

## Нагороди
Професор Міхаель Зогарі є почесним професором ботаніки Єврейського університету в Єрусалимі. Протягом півстоліття вивчав біблійну флору і вважався видатним авторитетом у цій темі. Його роботи публікувались у кількох книгах і статтях, заслуживши йому низку видатних нагород.
- У 1954 році Зогарі нагороджено Премією Ізраїлю за вклад до наук про життя[10].

## Твори
- «Сегетальні рослинні спільноти Палестини» (1950)
- Flora Palaestina, I—II, Єрусалим 1966—1971
- Рослини Біблії, Кембридж, 1982
- Доместикація рослин у Старому Світі (3-є видання), Оксфорд, 2000
- «Поширення сільськогосподарських культур Південної та Східної Азії та Африки в пояс середземноморського сільського господарства»